# Dol Klanječki
 Dol Klanječki  falu Horvátországban Krapina-Zagorje megyében. Közigazgatásilag Klanjechez tartozik.

## Fekvése
Zágrábtól 33 km-re északnyugatra, községközpontjától  1 km-re keletre Horvát Zagorje területén, a megye délnyugati részén fekszik.

## Története
1857-ben 145, 1910-ben 168 lakosa volt. Trianonig Varasd vármegye Klanjeci járásához tartozott. 2001-ben 104 lakosa volt.

## Külső hivatkozások
- Klanjec város hivatalos oldala
- Klanjec város információs portálja